# Team Bondi
Team Bondi è stata un'azienda australiana dedita allo sviluppo di videogiochi, fondata da Brendan McNamara nel 2003 e liquidata nel 2011.
Per quasi tutta la sua esistenza, l'azienda ha fatto parte del gruppo Rockstar Games, per il quale ha sviluppato L.A. Noire.

## Storia
Team Bondi venne fondato il 15 maggio 2003 dall'australiano Brendan McNamara; l'azienda, con sede nella città di Sydney, era inizialmente composta da cento dipendenti ed era legata a filo doppio con Rockstar Games.
Nel febbraio del 2004 iniziò lo sviluppo di L.A. Noire, uscito poi nel maggio del 2011 in seguito ad una lavorazione molto lunga e travagliata.
Vista la scarsa organizzazione di Team Bondi, che nel frattempo si era ridotto a sole trentacinque persone, Rockstar Games decise di abbandonarlo nel luglio del 2011; il mese successivo l'azienda entrò in liquidazione a causa dei troppi debiti accumulati durante i sette anni di sviluppo di L.A. Noire, fino ad arrivare alla chiusura definitiva il 5 ottobre 2011.

## Controversie
Dopo la liquidazione di Team Bondi, emersero dettagli preoccupanti sulle condizioni e gli orari di lavoro a cui erano sottoposti i dipendenti; alcune persone accusarono i supervisori di aver usato la tecnica del crunch, che consiste nel rinchiudere in ufficio gli sviluppatori fino al compimento di un determinato obiettivo.

## Videogiochi
- L.A. Noire (2011)